# Chatroulette
Chatroulette est un site Web de messagerie instantanée et de visiophonie (par webcam) lancé en novembre 2009 qui met des internautes en relation de manière aléatoire. « Chatroulette » est la jonction de deux termes : « chat » pour dialogue en ligne et de « roulette » qui se rapporte au jeu de hasard.
Interrogé par le New York Times, Andrey Ternovskiy, le créateur du site, alors étudiant de 17 ans à Moscou, a déclaré avoir hésité à se dévoiler au monde, principalement parce qu'il n'est pas encore majeur. « Maintenant, je pense qu'il est préférable de dire qui je suis », a écrit l'adolescent au quotidien américain.

## Principe
Chaque personne connectée peut immédiatement, si elle le souhaite, changer d'interlocuteur, en appuyant sur la touche « next » (« suivant »). Elle est alors mise en relation avec un autre utilisateur. Lancé en novembre 2009, Chatroulette a connu un gain de popularité remarquable après que Good Morning America, le New York Times ainsi que le New york Magazine eurent présenté ce site auprès du grand public, en février 2010 ; à cette date, le site recevait environ 800 000 visiteurs uniques par jour[réf. souhaitée].

## Interface
Pour l'instant, l'interface n'est disponible que dans une seule langue, l'anglais.
Dans la partie gauche, les deux écrans, en haut celui du « partner », en bas le vôtre. Une autre interface est possible avec les deux écrans dans la partie haute : à gauche celui du « partner » et à droite le vôtre.
Dans la partie haute les différents boutons d'actions, play, next, et les différentes options à cocher. Le reste de la page est consacré au dialogue.

## Controverse
Il n'est pas rare d'être mis en contact avec une personne dénudée, prenant une pose suggestive, ou s'adonnant à des activités exhibitionnistes, la grande majorité de ces personnes étant des hommes adultes, protégés par l'anonymat de Chatroulette. Les images affichées ne conviennent donc pas à tous les publics, mais l'accès au site n'est pas restreint. Cependant, une inscription préalable est désormais obligatoire, contrairement à ses débuts. 
Le principe du site soulève également des questions juridiques, notamment sur le droit à l'image et la diffusion de pornographie en ligne.

## Dans la culture populaire
Plusieurs célébrités ont déclaré avoir utilisé Chatroulette, telles que Kelly Osbourne, Joel Madden, Nicole Richie, Justin Bieber, Harry Styles et Paris Hilton. Le 27 février 2010, le groupe de rock Faith No More a diffusé sa performance au Soundwave Festival de Melbourne en direct sur Chatroulette. 
Le site a été cité dans l'épisode You Have 0 Friends de South Park. L'humoriste français Max Boublil a réalisé une chanson humoristique Chatroulette avec Sophie Favier. Jon Stewart l'a prétendument utilisé dans une séquence comique de l'émission The Daily Show.
De nombreux sites reprenant le principe de Chatroulette ont vu le jour, tel que Omegle sur lequel Andrey Ternovskiy avoue s'être basé, sans toutefois le créditer, pour créer Chatroulette. Mais aucun n'a encore atteint la même notoriété. 
En 2010, au Fillmore Auditorium à Charlotte, en Caroline du Nord, le musicien Ben Folds a joué en totale improvisation au piano, devant une foule de spectateurs présents dans la salle de concert mais aussi devant des internautes connectés au site Chatroulette.